# Palais de Westminster
Le palais de Westminster (en anglais : Palace of Westminster), également désigné sous le nom de Chambres du Parlement (Houses of Parliament), est le lieu où siège le Parlement du Royaume-Uni : la Chambre des communes (House of Commons) et la Chambre des lords (House of Lords). Le palais borde la rive nord de la Tamise et se situe au centre de la ville de Londres, dans l'arrondissement de la Cité de Westminster.
Un incendie dévastateur a détruit presque entièrement le palais le 16 octobre 1834, n'épargnant que le Westminster Hall qui remonte à 1097. Le bâtiment actuel date du XIXe siècle.

## Histoire

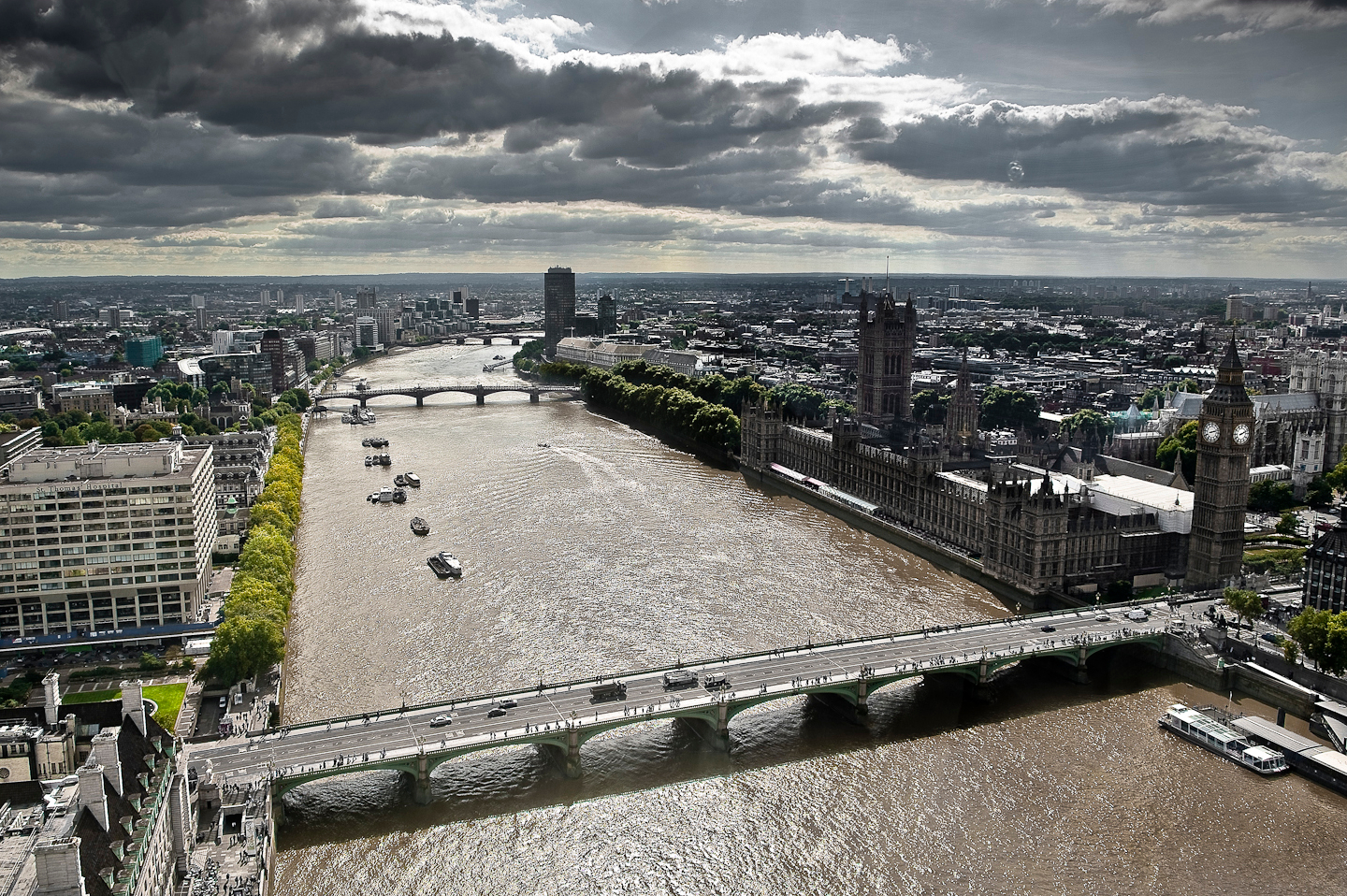
Le palais de Westminster (à droite) se situe au bord de la Tamise, au cœur de Londres.

### Résidence royale au Moyen Âge
En raison de sa situation privilégiée au bord de la Tamise, le palais de Westminster a revêtu une grande importance stratégique tout au long du Moyen Âge. Des bâtiments ont occupé ce site depuis au moins la période anglo-saxonne : connu alors sous le nom d’île de Thorn (Thorn Ey devenue Thorney Island).
L’endroit pourrait avoir servi pour la première fois de résidence royale à l'époque de la domination danoise, sous Knut le Grand (1016-1035). Mais l’avant-dernier roi saxon d’Angleterre, Édouard le Confesseur, édifia un palais royal sur l’île de Thorney, immédiatement à l’ouest de la cité londonienne et à peu près à la même époque que l’abbaye de Westminster voyait le jour (entre 1045 et 1050).
L’île et ses environs prirent rapidement le nom de Westminster, en contraction des mots anglais West Monastery (« monastère de l’Ouest »). À la suite de l’invasion normande de 1066, Guillaume le Conquérant s’installa dans la tour de Londres, mais lui préféra vite Westminster. Il ne subsiste aujourd’hui aucune trace des bâtiments qui existaient à l’époque des Anglo-Saxons et de Guillaume. Les plus anciennes sections subsistantes du palais, Westminster Hall et le Grand Hall, datent du règne du successeur de Guillaume le Conquérant, le roi Guillaume le Roux. Le palais devint donc la résidence principale des rois d’Angleterre jusqu’à l'incendie de 1512 qui a détruit une partie importante des bâtiments.

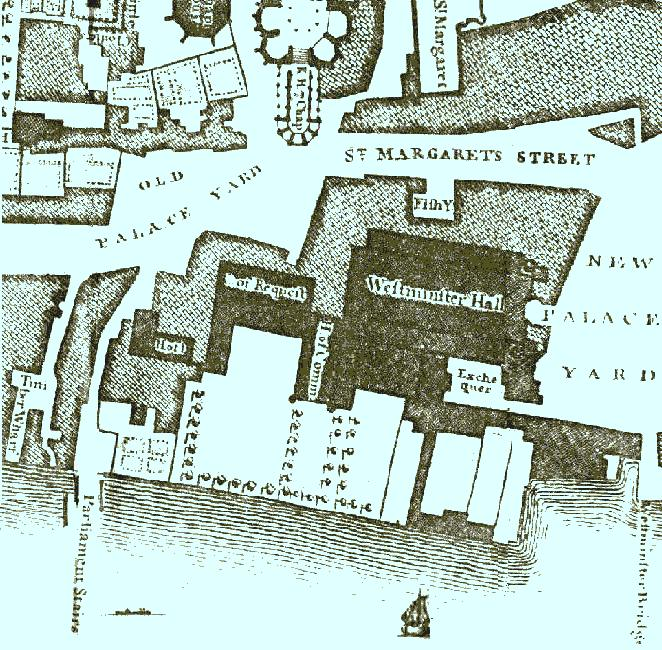
Le palais sur une carte de Londres réalisée en 1746 par John Rocque (détail).

En 1534, le roi Henri VIII s’arrogea le palais de York au détriment de son ancien propriétaire, le cardinal Thomas Wolsey, un puissant ministre tombé en disgrâce. Henri rebaptisa l’endroit en palais de Whitehall, et l’utilisa par la suite comme résidence principale. Bien que Westminster reste officiellement un palais royal, il fut dès lors utilisé en tant que siège des deux chambres parlementaires et en tant que tribunal.

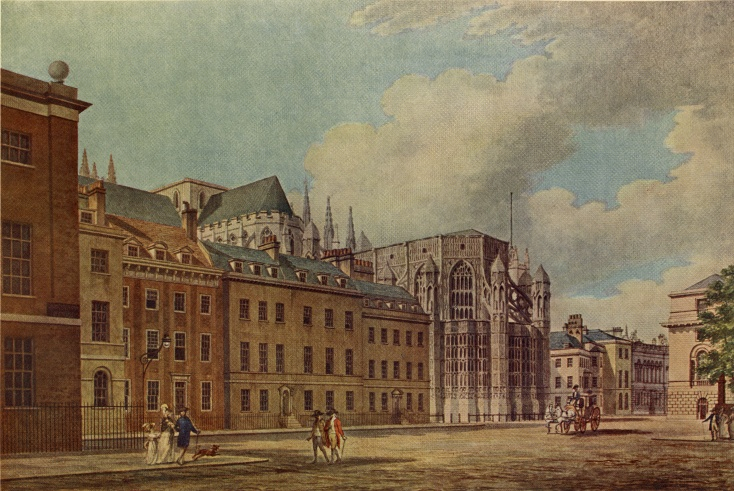
L'ancien palais de Westminster, par Thomas Malton le Jeune (1748 – 1804).

### Institutions publiques
Beaucoup d’institutions publiques y virent le jour, en même temps qu’évoluait la nature du régime. L’ancêtre du Parlement anglais, par exemple, le Curia Regis (« Conseil royal »), se réunissait à Westminster Hall, sauf lorsqu’il devait suivre le roi dans un autre palais. Quant au Parlement modèle (Model Parliament), le premier parlement officiel d’Angleterre, il fut convoqué au palais par Édouard Ier en 1295. Depuis lors, le palais a abrité, sauf à de rares exceptions, toutes les sessions parlementaires.
Étant donné son passé de résidence royale, le palais de Westminster ne contenait aucune salle ayant vocation à accueillir les deux chambres : les cérémonies officielles telles que la cérémonie d’ouverture du Parlement se tenaient ainsi dans la Chambre peinte (en) (Painted Chamber), et la Chambre des lords se réunissaient dans la White Chamber (en) (White Chamber). Quant à la Chambre des communes, elle ne disposait d’aucune salle propre, ce qui la contraignait parfois à tenir ses débats à l’abbaye de Westminster, dans la salle capitulaire ou le réfectoire.
Les Communes n’obtinrent un toit permanent que sous le successeur d’Henri VIII, Édouard VI, lorsqu’on leur concéda l’usage de l’ancienne chapelle royale de Saint-Étienne (en). Le Chantries Act de 1547, passé dans le cadre de la réforme protestante, avait en effet procédé à la dissolution de nombreux ordres religieux tels que celui des chanoines de Saint-Étienne, ce qui permit aux Communes de trouver à se loger. Des aménagements furent ensuite réalisés dans l’ancienne chapelle pour satisfaire aux besoins de la chambre basse.
Il est toujours le lieu d’importantes cérémonies officielles, et tout particulièrement celle chaque année de l’ouverture de la session parlementaire (le State Opening of Parliament) et reste étroitement associé dans les esprits aux deux chambres parlementaires, comme en témoigne parfois l’utilisation du terme Westminster pour désigner le Parlement.

### L'incendie de 1834

J. M. W. Turner
Incendie des Chambres du Parlement, 1835
Cleveland Museum of Art

Le 16 octobre 1834, la majeure partie du palais disparut en fumée lors d’un incendie : l'incendie du Parlement. Seuls Westminster Hall, la tour des Joyaux, la crypte de la chapelle Saint-Étienne et les cloîtres échappèrent à la destruction. Une commission royale fut désignée afin d’étudier les options s’offrant pour la reconstruction, et parvint à la conclusion que le nouveau palais devrait être reconstruit sur le même site dans un style soit gothique, soit classique. Cette alternative ne fut pas sans provoquer de vifs débats publics. Les partisans du classicisme avancèrent que l’architecture gothique était trop crue, ou en tout cas peu appropriée à un Parlement. Beaucoup cependant, dont Augustus Pugin, soutinrent que le gothique représentait la plus authentique architecture chrétienne, allant jusqu’à comparer par contraste le classicisme avec le paganisme de la Rome et de la Grèce antiques. L’art gothique était considéré par ailleurs comme typiquement national, à l’inverse du classicisme qu’on associait avec la France.
En 1836, après l’examen de 97 propositions rivales, la commission royale opta pour l’architecte Charles Barry et son projet de palais en style néogothique. La première pierre fut posée en 1840, puis la Chambre des lords fut achevée en 1847 et la Chambre des communes en 1852, date à laquelle Barry reçut le titre de chevalier. La plupart des travaux ont été réalisés avant 1860, mais certains éléments ne furent pas terminés avant la décennie suivante.

### La Seconde Guerre mondiale
Le fonctionnement normal du palais de Westminster s’est interrompu en 1941, lorsque des bombardiers allemands détruisirent la Chambre des communes. Sir Giles Gilbert Scott fut désigné comme nouvel architecte, et reconstruisit la chambre basse en restant très fidèle à l’œuvre de Charles Barry. Il acheva son travail en 1950.

### Restauration
Dans les années 2010, le palais de Westminster est jugé dans un état de grand délabrement, nécessitant une rénovation massive. Les travaux devraient coûter plusieurs milliards de livres, durer sur au moins une décennie et, selon le compromis à définir, imposeraient le déménagement des chambres parlementaires,.

## Architecture

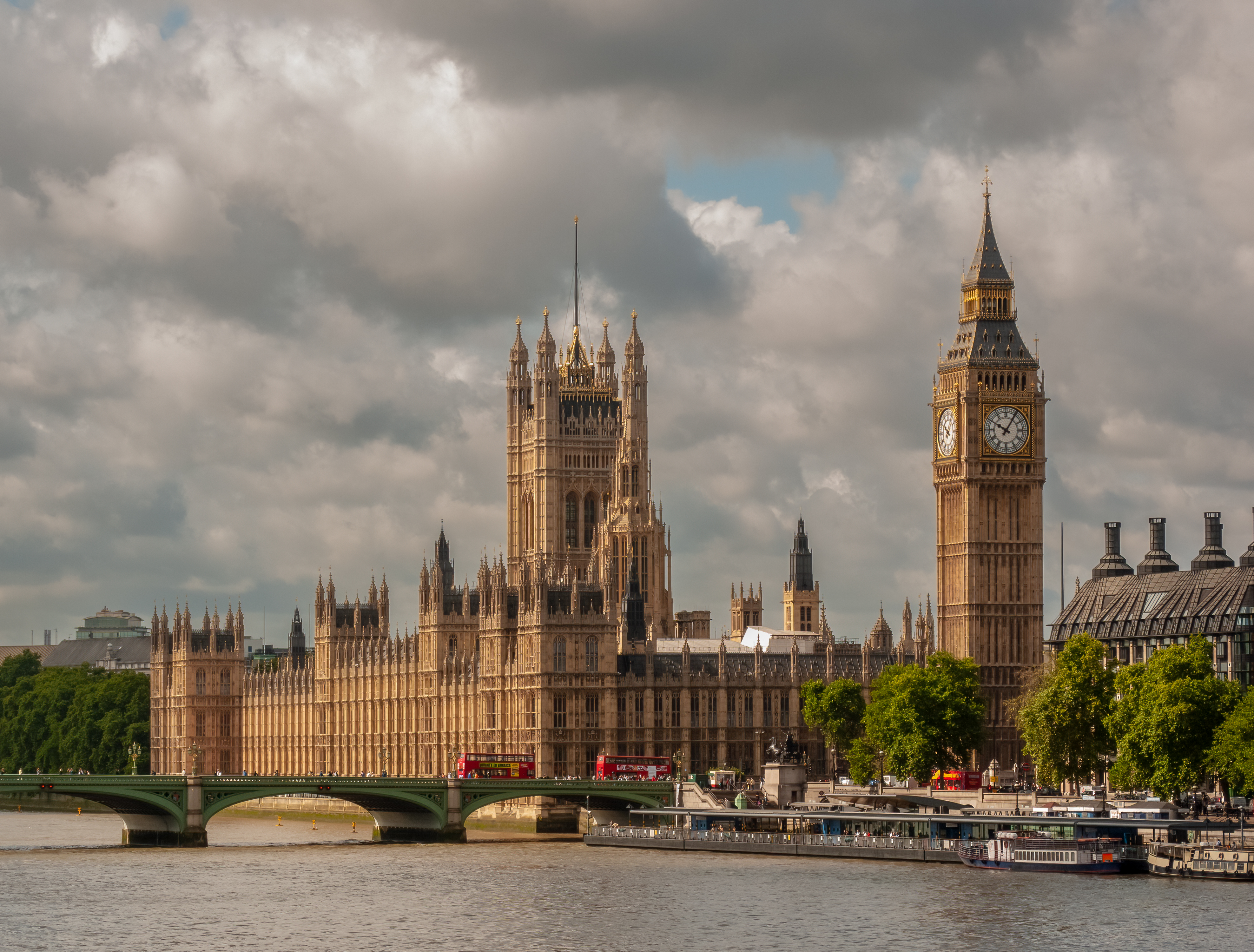
Le palais de Westminster. Juillet 2009.

Du fait de l'incendie, la plus grande partie du bâtiment date du XIXe siècle. L’architecte responsable de la reconstruction, Sir Charles Barry, inscrivit le nouveau bâtiment dans le plus pur style néogothique, en référence à l’époque des Tudor.
L’une des attractions les plus célèbres du palais de Westminster est sa tour de l'Horloge (Clock Tower), nommée officiellement « tour Élisabeth » (Elizabeth Tower) à l'occasion du jubilé de diamant d'Élisabeth II en 2012, qui abrite Big Ben.
Le palais, immense complexe de plus de mille pièces, contient en plus des salles de la Chambre des lords et de la Chambre des communes, les bureaux des commissions parlementaires, des bibliothèques, des vestibules, des salles à manger, des bars ou même des gymnases.

### Style architectural

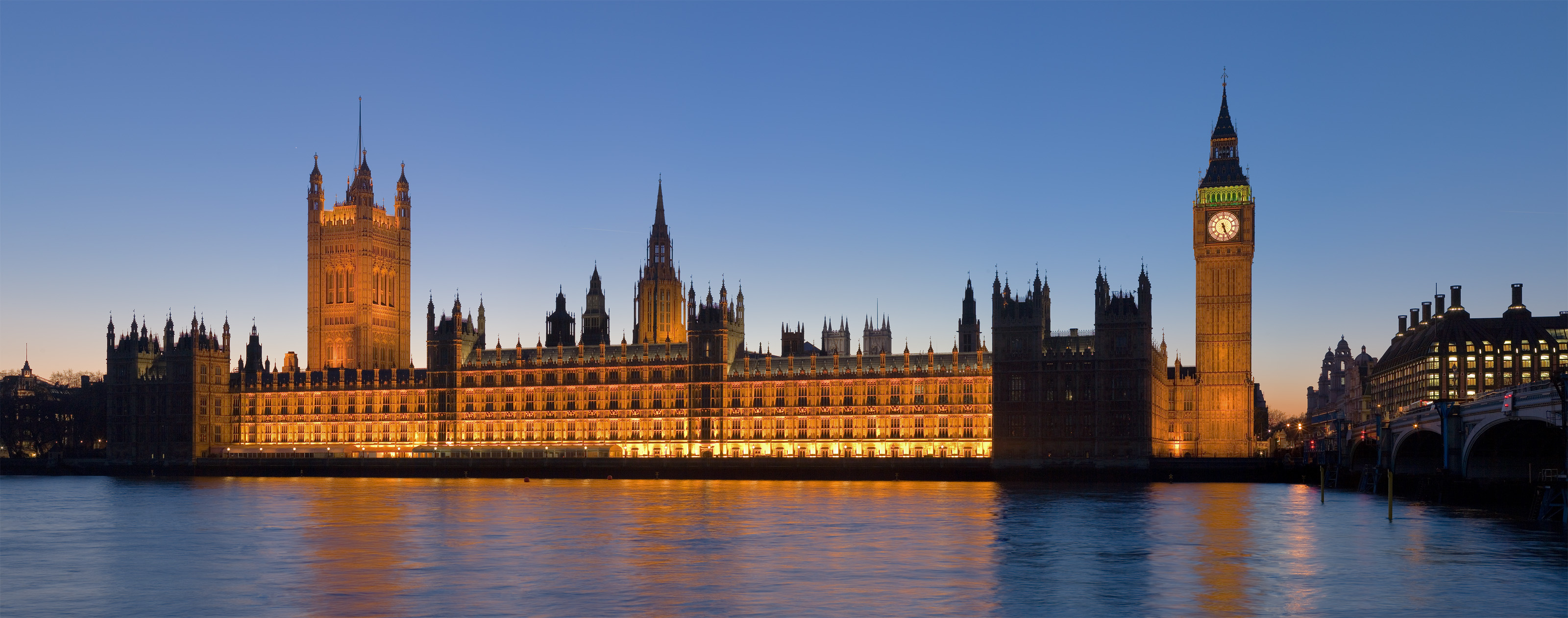
Le palais de Westminster au crépuscule.

Sir Charles Barry a réalisé le nouveau palais de Westminster dans un style gothique dit « perpendiculaire ». C'est une variante de l'art gothique tardif très caractéristique de l'Angleterre, de la fin du XIVe au XVe siècle, avec des prolongements au XVIe siècle dans le style Tudor. Ce style est revenu à la mode au XIXe siècle avec le néogothique, car considéré à cette époque comme l'un des styles qui marqua le plus l'histoire architecturale du pays, avec une forte valeur d'identité nationale. Barry lui-même était en réalité un architecte de formation classique, mais fut aidé dans son travail par son confrère Augustus Pugin, rompu aux subtilités du gothique. Westminster Hall, rescapé des flammes, construit au XIe siècle mais doté de la plus merveilleuse charpente en bois de style gothique perpendiculaire du XIVe siècle, put ainsi être intégré harmonieusement dans la vision d’ensemble de Barry. Pugin fut toutefois mécontent de l’œuvre finale, en particulier à cause de la structure symétrique voulue par Barry. Il le fit savoir dans une remarque restée célèbre : « Du pur grec, monsieur. Des détails Tudor sur un corps classique ».

### Maçonnerie
La pierre utilisée au départ pour la construction, appelée anstone, était une pierre calcaire et magnésienne de couleur sable, extraite au village d’Anston dans le Yorkshire du Sud. La pierre, cependant, commença très vite à se dégrader en raison de la pollution. Bien que ce défaut soit devenu notoire dès 1849, rien ne fut fait pour y remédier pendant le reste du XIXe siècle. Ce n’est qu’au cours des années 1910 que la nécessité de remplacer une partie des pierres s’imposa avec évidence.
En 1928, on eut recours à de la pierre de Clipsham, une pierre calcaire de couleur miel provenant du comté de Rutland. Les travaux furent engagés dans les années 1930 mais durent être interrompus pendant la Seconde Guerre mondiale, pour n’être achevés que dans les années 1950. Dès les années 1960, cependant, des dégâts liés à la pollution réapparurent. Un programme de conservation et de restauration des pierres fut initié pour y remédier en 1981 et se poursuivit jusqu’en 1994.

### Les tours

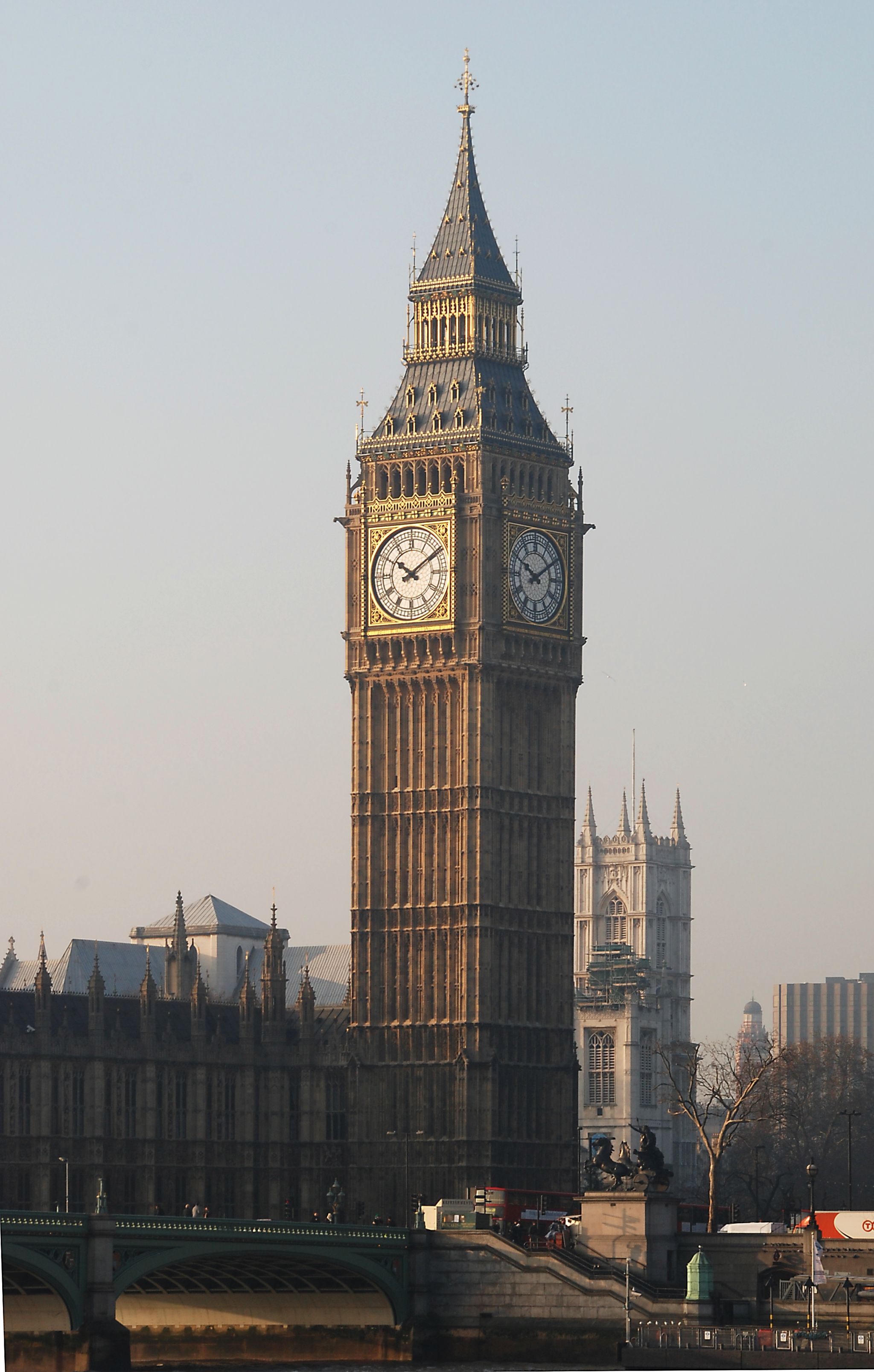
La tour de l'Horloge du palais de Westminster abrite la célèbre cloche Big Ben.

L’actuel palais de Westminster comprend plusieurs tours. La plus grande et la plus carrée, la tour Victoria (Victoria Tower), se situe à l’angle Sud-Ouest de l’édifice et culmine à 98,5 mètres. Elle fut baptisée ainsi en l’honneur du monarque régnant de l’époque, la reine Victoria. La tour abrite le greffe de la Chambre des lords (House of Lords' Record Office), qui en dépit de son nom est utilisé par les deux chambres parlementaires. Son sommet arbore un drapeau, qu’il s’agisse du Royal Standard quand le souverain est présent ou plus généralement de l’Union Jack. C’est en effet au pied de la tour Victoria que se situe l’entrée officielle du souverain dans le palais (la Sovereign’s Entrance to the Palace), utilisée notamment à l’occasion des cérémonies d’ouverture du Parlement ou de tout autre événement impliquant la venue du chef de l’État.
La tour Centrale (Central Tower) domine le milieu du palais. Sa hauteur de 91,4 mètres en fait la plus petite des trois principales tours du monument. Contrairement à ses voisines, la tour Centrale est surmontée d’une flèche située immédiatement au-dessus du vestibule central, de forme octogonale.
L’angle nord-ouest supporte la plus célèbre des tours du palais de Westminster, la tour de l’Horloge (Clock Tower), ou Elisabeth Tower, haute de 96,3 mètres. Elle fut dessinée par Augustus Pugin et constitue son chef-d’œuvre. Comme son nom l’indique, la tour abrite la grande horloge de Westminster (Great Clock of Westminster), qui possède un cadran sur chacun des quatre côtés. La tour de l’Horloge contient également les cinq cloches du palais, qui sonnent tous les quarts d’heure. La plus grande et la plus célèbre de ces cloches, officiellement appelée la grande cloche de Westminster, est bien davantage connue sous son surnom de Big Ben. Il s’agit de la troisième cloche la plus lourde de tout le Royaume-Uni, avec un poids d’environ 13,8 tonnes. Bien que l’appellation de Big Ben ne s’applique stricto sensu qu’à une des cloches du carillon, il est courant de désigner par ce terme l’ensemble de la tour de l’Horloge. Cette tour s'inspire de la typologie des beffrois caractéristiques de l'architecture gothique civile du Moyen Âge en Europe continentale, comme ceux de Gand, Ypres, Bergues ou encore Toruń et Gdańsk. Ce type de tour n'existait pas en Angleterre avant la construction de celle-ci, mais elle fut traitée et habillée avec des lignes et une décoration dans le style gothique perpendiculaire typiquement anglais, comme le reste du palais. Cette intégration stylistique est si réussie que la tour est devenue un symbole de l'Angleterre. Elle a ensuite elle-même inspiré la construction de nombreuses autres tours d'horloges dans le monde.
Depuis le jubilé de la reine Élisabeth II (2012), la tour de l'Horloge se nomme la tour Élisabeth (Elizabeth Tower).
C'est à tort que l'Elizabeth Tower est appelée parfois St Stephen's Tower. Durant le règne de la reine Victoria, les membres du Parlement tenaient leurs séances au St Stephen's Hall. Les journalistes citaient ou commentaient les comptes-rendus du Parlement comme provenant de St Stephen. La dénomination s'était étendue au Parlement tout entier. Cet usage, qui trouvait sa justification au XIXe siècle n'a plus de raison d'être aujourd'hui. Quant aux termes de St Stephen's Tower, ils s'appliquent à St Stephen's Entrance, un bâtiment néo-gothique orné d'une tourelle à chaque angle et servant de hall d'accès (St Stephen's Porch) à la fois au Westminster Hall et au St Stephen's Hall.

### Jardins et espaces aménagés

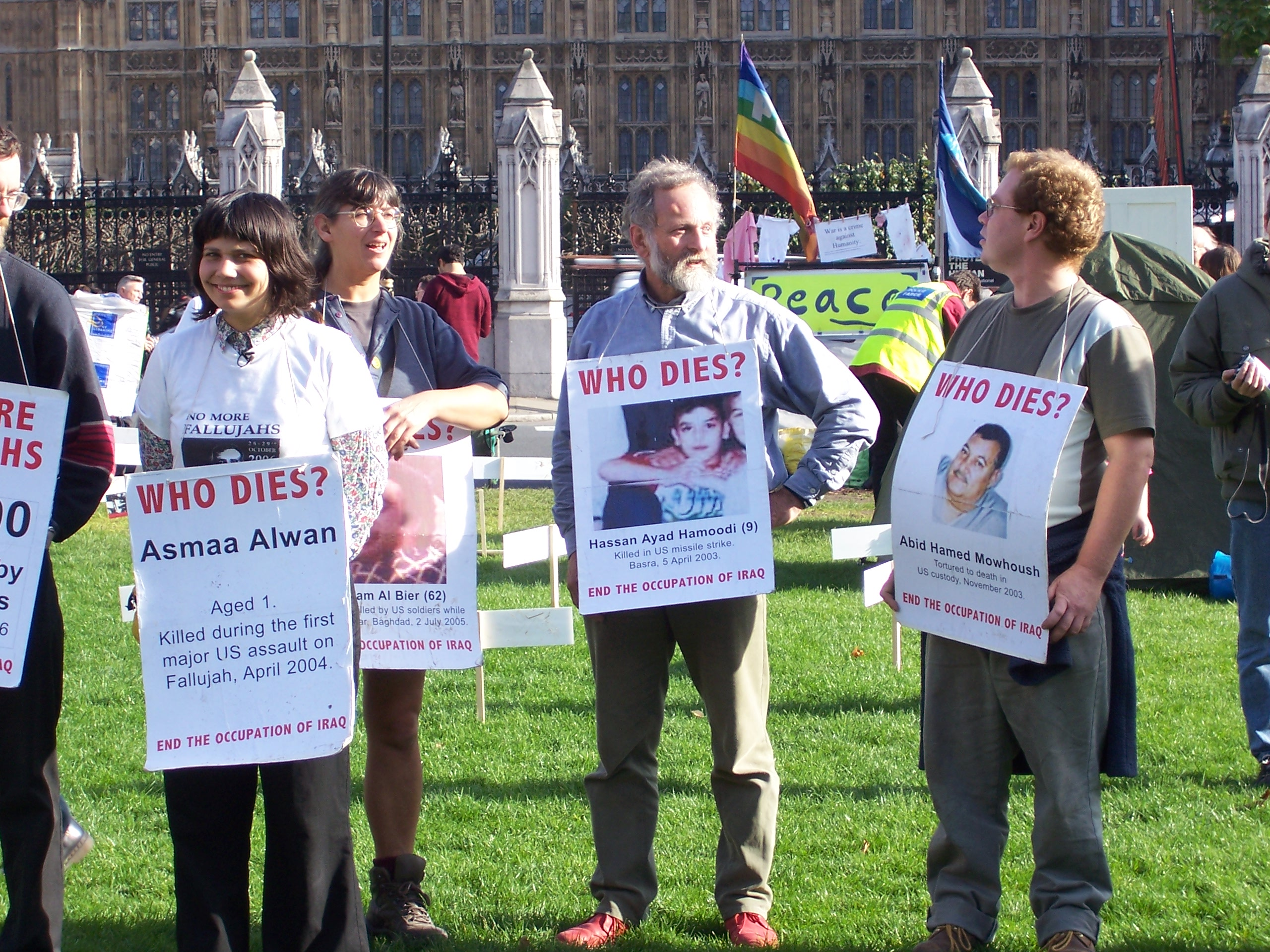
Manifestation sur la pelouse du jardin devant les houses of parliament en 2006, contre la guerre d'Irak.

Quelques petits jardins entourent le palais de Westminster. Les jardins de la tour Victoria (Victoria Tower Gardens), qui bordent la Tamise au sud du palais, font office de parc public. Le Black Rod's Garden, appelé ainsi en référence à l’huissier de la Chambre des lords (le Gentleman Usher of the Black Rod), est fermé au public et sert d’entrée privée. La cour du Vieux Palais (Old Palace Yard), face au palais, est pavée et recouverte par sécurité de blocs de béton. D’autres espaces comme le jardin Cromwell (Cromwell Green) sur le devant, la cour du nouveau palais (New Palace Yard) et le jardin du speaker (Speaker's Green) au nord sont tous enclos et fermés au public.

## Intérieur

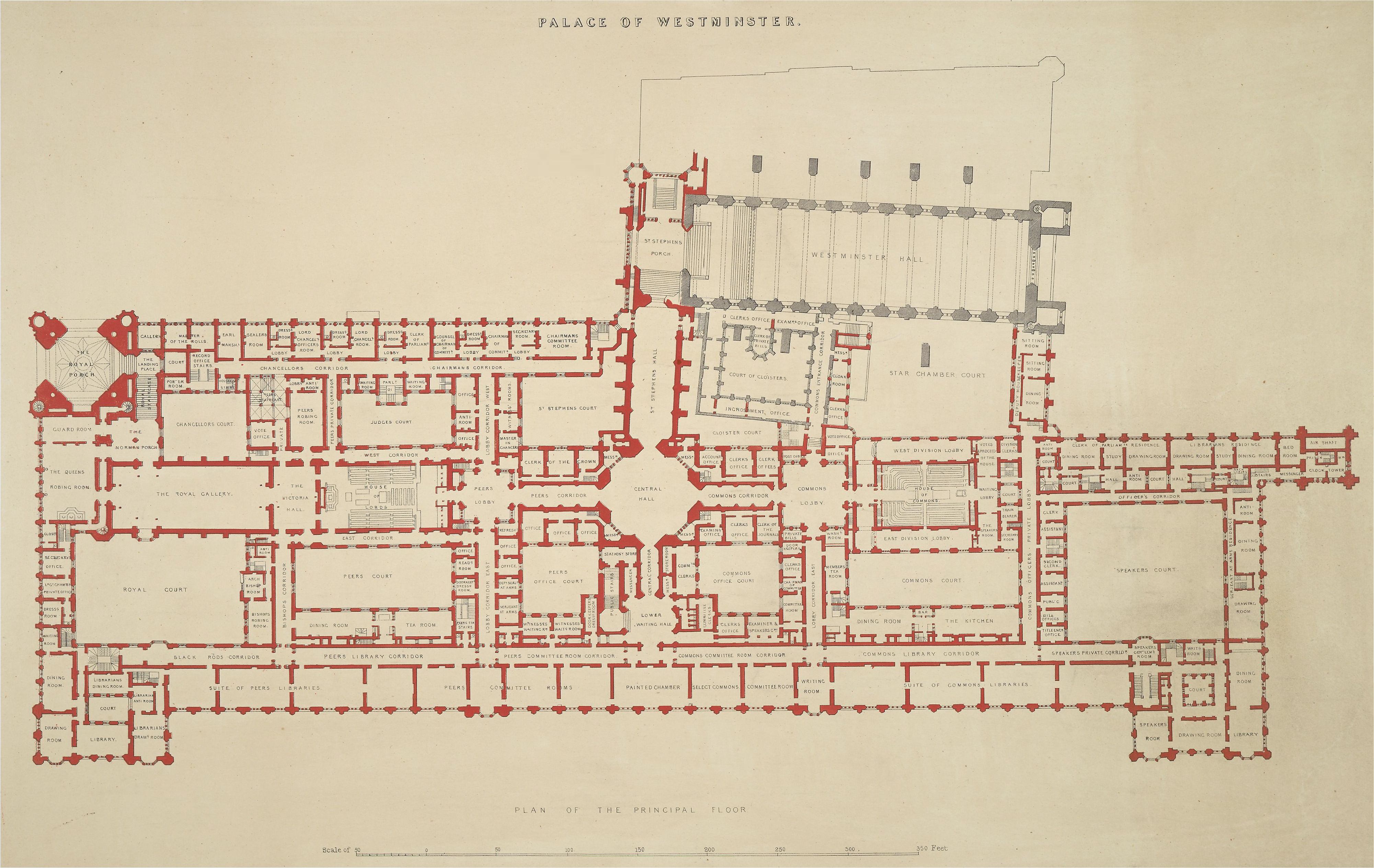
Les plans du palais.

Le palais de Westminster compte environ un millier de pièces, une centaine d’escaliers et 4,8 km de couloirs. L’ensemble du bâtiment est organisé sur trois étages : le rez-de-chaussée abrite des bureaux, des salles à manger et des bars. C’est le premier étage qui réunit la plupart des salles principales du palais, dont les deux chambres parlementaires, les vestibules et les bibliothèques. On y trouve une perspective architecturale monumentale du fait de l’enfilade en droite ligne d’une longue série de pièces, à savoir la salle de Robe (Robing Room), la Galerie royale (Royal Gallery), la Chambre du prince (Prince’s Chamber), la Chambre des lords, le Vestibule des pairs (Peers’ Lobby), le Vestibule central (Central Lobby), le Vestibule des députés (Members’ Lobby) et enfin la Chambre des communes. Le deuxième et le troisième étage sont occupés par les bureaux des commissions parlementaires.
Autrefois, en raison de son ancienne fonction de résidence royale, le palais était officiellement dirigé par le Grand Chambellan. Il a ensuite été décidé en 1965 que chaque chambre parlementaire devrait pouvoir assurer le contrôle de ses propres pièces. Le speaker et le lord chancelier exercent ainsi leur autorité au nom de leurs assemblées respectives. Le Grand Chambellan, toutefois, conserve son emprise sur certaines salles de cérémonie.

### La Chambre des lords
La salle accueillant la Chambre des lords est située dans la partie sud du palais. Cette pièce, somptueusement aménagée, mesure 24,4 m de long pour 13,7 m de large. Les bancs de la Chambre, tout comme les autres meubles de la section du palais réservée aux lords, sont de couleur rouge. La partie supérieure de la salle est agrémentée de vitraux et de six fresques allégoriques représentant la religion, la chevalerie et la loi.
À un bout de la chambre se trouvent le trône royal et son dais orné d’or. Bien que le souverain puisse en théorie assister à n’importer quelle audience, il ou elle ne se déplace que pour les cérémonies d’ouverture du Parlement. Les autres membres de la famille royale présents à cette cérémonie utilisent des chaises d’État (Chairs of State) placées à proximité. Devant le trône se situe le Woolsack, simple coussin rouge rempli de laine sur lequel s’assied le lord speaker, président de la chambre. Le Woolsack des Juges (Judges’ Woolsack), un coussin rouge plus large occupé par les Law Lords lors des séances d’ouverture, et la table de la Chambre (Table of the House), réservée aux greffiers, se trouvent ensuite un peu plus loin.
Les membres de l’assemblée siègent sur des bancs rouges répartis dans trois côtés de la salle. Les bancs situés à la droite du Woolsack forment le Côté spirituel (Spiritual Side), et ceux de gauche le Côté temporel (Temporal Side). Les Lords spirituels (archevêques et évêques de l’Église d'Angleterre) sont tous placés du Côté spirituel. Les Lords temporels (membres de la noblesse), en revanche, s’organisent en fonction de leurs allégeances politiques : les membres du parti politique au pouvoir se rangent du Côté spirituel, tandis que les représentants de l’opposition s’assoient du Côté temporel. Certains pairs sans affiliation politique siègent sur les bancs du milieu de la salle, face au Woolsack. Ils sont de ce fait surnommés les cross-benchers (littéralement les « parlementaires de traverse »).
La Chambre des lords est le lieu d’un nombre important de cérémonies officielles, notamment la cérémonie d’ouverture du Parlement (State Opening of Parliament), qui intervient chaque année pour marquer le début de la session parlementaire. Le souverain, assis sur le trône, y prononce le discours du trône rédigé par le Premier ministre, et qui présente le programme législatif du gouvernement pour la session à venir. Les députés des Communes ne peuvent pas entrer dans la salle, mais y assistent depuis la « barre » des Lords, située juste à son entrée. Une cérémonie similaire dite « de prorogation » est tenue à la fin de la session parlementaire, sans le souverain.

### La Chambre des communes
La salle de la Chambre des communes est située à la pointe nord du palais de Westminster. La chambre, bien plus austère que sa consœur des lords, mesure 20,7 m de long pour 14 m de large. Les bancs, tout comme les autres meubles de la section du palais réservée aux Communes, sont de couleur verte. D’autres parlements (par exemple ceux de pays du Commonwealth, mais aussi en Belgique) ont copié ce code de couleurs, avec du vert pour la chambre basse et du rouge pour la chambre haute.
À un bout de la chambre est installé le siège du speaker, offert officiellement au Parlement par l’Australie. La Table de la Chambre et ses greffiers sont situés devant le siège du Speaker. La Table était offerte officiellement au Parlement par le Canada, et les deux Boîtes d'envoi sur la Table, utilisées par les membres du Cabinet et du Cabinet fantôme pour mettre leurs papiers, par la Nouvelle-Zélande. Des bancs de couleur verte sont disposés des deux côtés : les députés du gouvernement occupent les bancs à la droite du Speaker, tandis que ceux de l’opposition sont installés à sa gauche. On ne trouve, à l’inverse de la Chambre des lords, aucun « banc de traverse » : la chambre est relativement petite, et ne peut accueillir en même temps que 437 des 646 membres de l’assemblée. De ce fait, un certain nombre de députés doivent rester debout dans les grandes occasions, telles que les séances de questions au Premier ministre.
La tradition veut que le souverain britannique ne puisse pénétrer dans la Chambre des communes (hormis lors de la cérémonie d'ouverture du Parlement). Le dernier à le faire fut Charles Ier en 1642, alors qu’il cherchait à arrêter cinq membres du Parlement accusés de haute trahison. Lorsque Charles demanda au speaker, William Lenthall, s’il avait des informations à livrer sur ces individus, Lenthall eut cette réponse fameuse : « N’en déplaise à Votre Majesté, je n’ai ici d’yeux pour voir et de langue pour parler qu’à la convenance de la Chambre, dont je suis le serviteur ». Néanmoins, le 26 octobre 1950, quand Giles Gilbert Scott avait fini la restauration de la Chambre des Communes suivant le dommage de guerre, les députés principaux donnèrent permission au roi du temps, George VI, à ouvrir et à faire un tour de la Chambre.
Le Monarque est représenté dans la Chambre des communes par la « masse dorée » (un long bâton de bois et de métal doré) qui est placée au bout de la table à chaque fois que les Communes sont en session.

### Westminster Hall
Westminster Hall, la plus vieille section subsistante du palais de Westminster, fut édifié en 1097. À l’origine, le toit était supporté par des piliers, mais fut remplacé sous Richard II par un comble en chêne réalisé sous l’égide de Henri Yevele et Hugh Herland (en), le maître-charpentier du roi. Il s’agit de l’une des plus grandes réussites de la construction médiévale en bois. Westminster Hall est ainsi l’une des plus grandes salles d’Europe n’ayant pas de support pour le toit, avec des dimensions de 73,2 m de long pour 20,7 m de large.

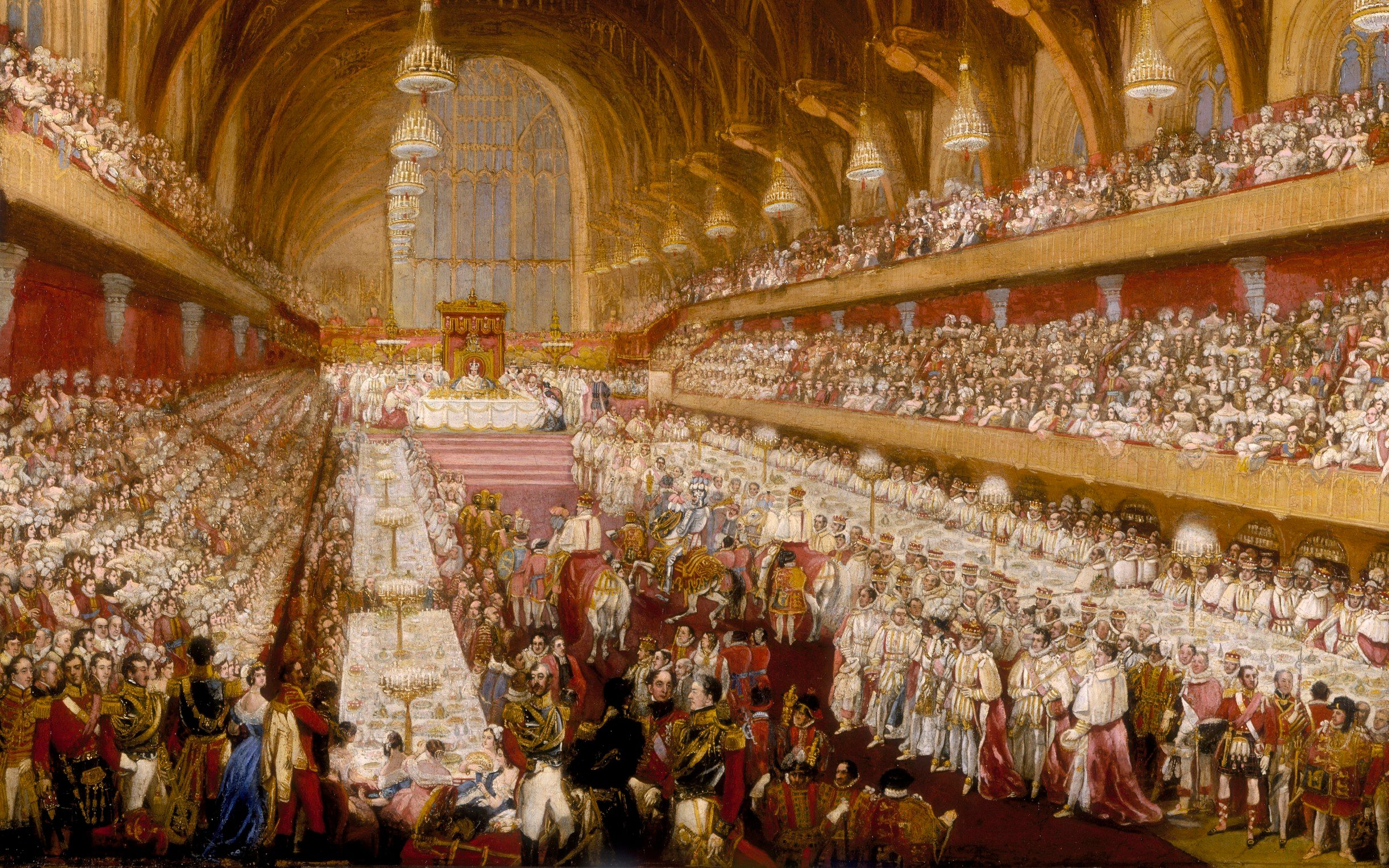
Le banquet de couronnement de George IV se tint à Westminster Hall en 1821, et fut le dernier du genre.

Westminster Hall a eu de nombreuses fonctions au cours de l’histoire, mais a principalement été utilisé à des fins juridiques. Le Hall accueillait jusqu’au XIXe siècle trois des plus importants tribunaux du pays, à savoir la Cour du banc du Roi (« Court of King’s Bench »), la Cour d’appel coutumière (« Court of Common Pleas ») et la Cour de la chancellerie (« Court of Chancery »). En 1873, ces cours furent toutes fusionnées pour devenir la Haute Cour de Justice, qui continua à siéger à Westminster Hall jusqu’à son déménagement à la Cour royale de justice en 1882. En plus des cours régulières, le Hall abrita aussi d’importants procès d’État, dont celui de Charles Ier à la fin de la première révolution anglaise.
Westminster Hall a également toujours été le théâtre d’un certain nombre de cérémonies. Du XIIe siècle au XIXe siècle, les banquets de couronnement organisés en l’honneur des nouveaux monarques se tinrent là. Le dernier banquet fut celui du roi George IV, en 1821. Son successeur Guillaume IV décida d’abandonner cette pratique, la jugeant trop coûteuse. Le Hall a pu par ailleurs servir de salle de deuil pour les funérailles particulièrement importantes. Cet honneur, habituellement réservé au souverain et aux princes consorts, n’a été accordé que rarement à des non-royaux, par exemple pour Winston Churchill en 1965. Le dernier deuil en date est celui de la reine Elisabeth II, en 2022.

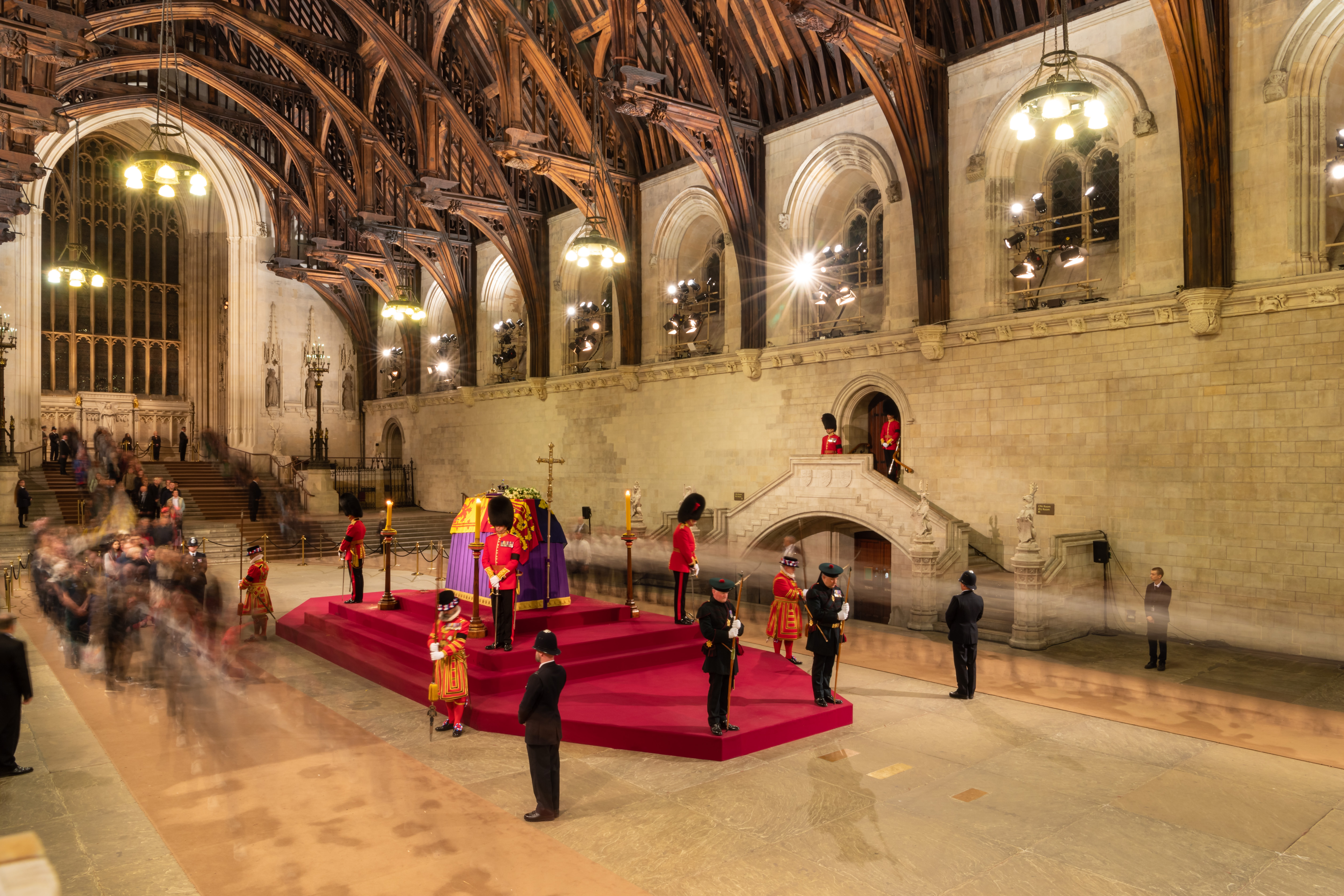
Le 18 septembre 2022, le cercueil de la reine Elisabeth II sur son catafalque à Westminster Hall.

Les deux chambres parlementaires, en plusieurs occasions, ont utilisé Westminster Hall pour s'adresser cérémonieusement au souverain. Des adresses ont par exemple été présentées au Jubilé d’Argent d’Élisabeth II (1977) et à son Jubilé d’or (2002), ainsi que pour le 300e anniversaire de la Glorieuse Révolution (1988) et le 50e de la fin de la Seconde Guerre mondiale (1995).
À la suite d'une réforme intervenue en 1999, la Chambre des communes a désormais le droit d’utiliser pour ses débats une petite pièce spécialement aménagée et située à proximité de Westminster Hall, et que l’on considère comme faisant partie de ce dernier. La pièce a la forme d’un sabot de cheval un peu allongé, ce qui contraste avec la salle principale de la chambre basse, où les bancs sont placés les uns en face des autres. Cette disposition est censée refléter la nature non-partisane des débats tenus à Westminster Hall, qui ont lieu trois fois par semaine et évitent les sujets sensibles.

### Autres salles
D’autres pièces importantes occupent le premier étage du palais. À l’extrémité sud se trouve la salle de Robe (Robing Room), dans laquelle le souverain britannique se prépare pour l’ouverture de la session parlementaire en endossant un vêtement de cérémonie et en se parant de la couronne impériale. Les peintures de la salle dépeignent des scènes de la vie du roi Arthur. La Galerie royale (Royal Gallery) s’étend à proximité, et sert parfois à des dignitaires étrangers désireux de s’adresser aux deux chambres parlementaires à la fois. Les murs sont décorés de deux immenses peintures de Daniel Maclise : La Mort de Nelson (représentant la mort du célèbre amiral à la bataille de Trafalgar) et La Rencontre de Wellington et Blücher, ayant trait à la bataille de Waterloo.
Immédiatement au sud de la Chambre des lords se situe la Chambre du prince (Prince’s Chamber), une petite antichambre utilisée par les lords. La pièce est décorée par des portraits de souverains appartenant à la maison Tudor. De l’autre côté de la chambre haute se trouve le Vestibule des pairs (Peers’ Lobby), où les lords peuvent aller discuter ou négocier de manière informelle au cours des séances.
Le centre nerveux du palais de Westminster est son Vestibule central (Central Lobby) de forme octogonale, situé directement sous la tour Centrale. La salle est agrémentée de statues d’hommes d’État et de mosaïques représentant les saints patrons des nations constitutives du Royaume-Uni : saint Georges pour l’Angleterre, saint André pour l’Écosse, saint David pour le pays de Galles et saint Patrick pour l’Irlande du Nord. C’est à cet endroit que les citoyens peuvent aller à la rencontre de leurs députés. La pièce adjacente, le Vestibule des députés (Members’ Lobby), est l’endroit où les membres des Communes discutent ou négocient : on y trouve les statues de plusieurs anciens Premiers ministres tels que David Lloyd George, Winston Churchill ou Clement Attlee.
Le palais de Westminster comprend par ailleurs des appartements officiels pour les présidents des deux chambres. Les appartements du speaker de la Chambre des communes sont à l’extrémité nord de l’édifice, tandis que ceux du lord speaker sont à l’extrémité sud. Chaque jour, tous deux prennent part à une procession solennelle lorsqu’ils se rendent dans leur assemblée respective,.

## Sécurité
Le Gentleman Usher of the Black Rod est chargé de la sécurité de la Chambre des lords, tandis que ce rôle revient au Sergeant at Arms pour la Chambre des communes. Ces deux fonctions sont cependant surtout honorifiques. Les véritables services de sécurité sont sous les ordres de la division de la police métropolitaine londonienne affectée au palais de Westminster.

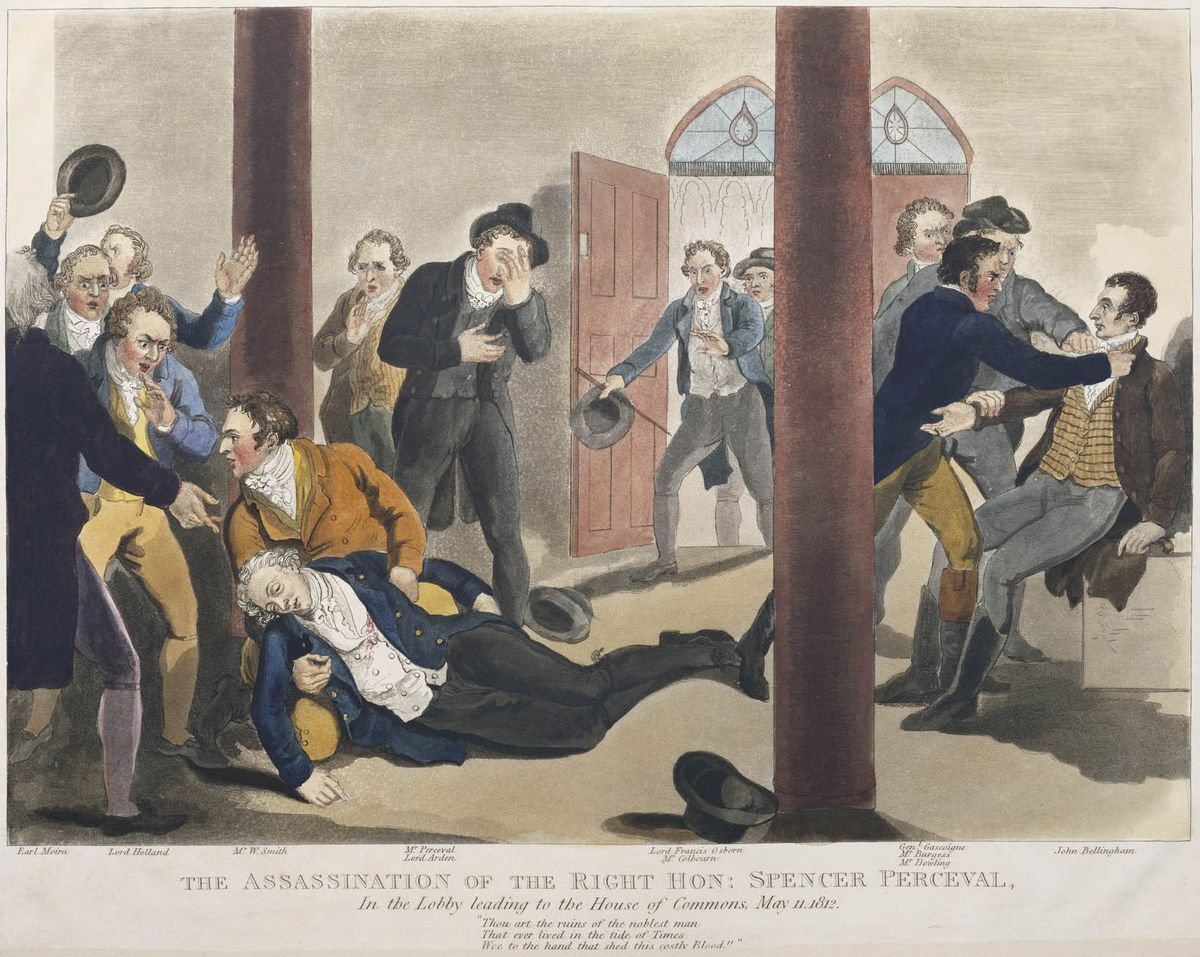
L'assassinat du Premier ministre Spencer Perceval en 1812, à l'entrée de la Chambre des communes.

L’une des plus célèbres atteintes à la sécurité du palais fut la conspiration des Poudres de 1605. Ce complot, préparé par des catholiques fanatiques, avait pour objet de provoquer une explosion au cours de la cérémonie d'ouverture du Parlement et d’éliminer ainsi le roi protestant Jacques Ier, sa famille et une bonne partie de l’aristocratie. Le projet fut néanmoins découvert à temps lorsqu’un lord de confession catholique annonça avoir reçu une lettre anonyme lui enjoignant de ne pas se rendre à la cérémonie. Les autorités procédèrent à une fouille du palais, découvrirent la poudre et purent arrêter l’un des conspirateurs, Guy Fawkes. Les conjurés retrouvés furent traduits en justice lors d’un procès pour haute trahison qui se tint précisément à Westminster Hall, avant d’être pendus et écartelés. Depuis cette époque, il est de tradition que la garde du palais inspecte les caves avant chaque cérémonie d’ouverture du Parlement.
L’ancien palais de Westminster fut également le théâtre de l’assassinat d’un Premier ministre en 1812 : alors qu’il se rendait à la Chambre des communes pour y répondre aux questions des parlementaires, Spencer Perceval fut abattu par un certain John Bellingham. Il reste à ce jour le seul Premier ministre britannique à avoir succombé à un meurtre.
En 1979, Airey Neave, un politicien conservateur de premier plan, fut tué par l’explosion de son véhicule alors qu’il sortait du nouveau parking du palais. L’attentat fut revendiqué par l’Armée républicaine irlandaise provisoire. Malgré l’apaisement des tensions en Irlande du Nord, la menace potentielle qu’un camion rempli d’explosifs puisse être introduit dans l’enceinte du bâtiment a conduit les autorités à ériger plusieurs blocs de béton sur la voie en 2003.
Le palais a par ailleurs été le lieu d’un certain nombre d’actes aux motivations politiques. En 1970, par exemple, des membres du public lancèrent des bombes de gaz lacrymogène au beau milieu de la Chambre des communes en guise de protestation contre les conditions en Irlande du Nord. Du fumier y fut jeté en 1978 pour les mêmes raisons. La préoccupation des autorités face à ce type d’actions conduisit à la construction d’un écran de verre séparant les députés du public en 2004.
Cette barrière ne couvrait cependant pas les trois rangées du public situées le plus en avant, et que l'on appelle la « Galerie des visiteurs de marque » (Distinguished Strangers' Gallery). En mai 2004, des militants du groupe Fathers 4 Justice (« Pères pour la Justice ») perturbèrent l’activité de la chambre basse en y faisant irruption et en lançant à Tony Blair deux préservatifs remplis de farine teinte en mauve, dont un toucha sa cible. Malgré cet incident, le public continue à avoir accès aux galeries.
Depuis le 1er août 2005, une autorisation préalable de la police métropolitaine est par ailleurs obligatoire pour l'organisation de toute manifestation dans un rayon d'un kilomètre autour du palais.
Le 22 mars 2017, des attentats frappent Londres et notamment le quartier du Parlement. Au cours d'une d'entre elles, un policier a été mortellement poignardé par un assaillant dans l'enceinte extérieure du palais de Westminster. Le terroriste a été abattu.

## Dans la culture populaire

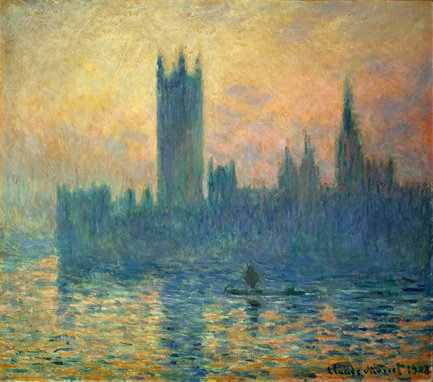
Le Parlement de Londres, Claude Monet, 1903 (National Gallery of Art, Washington D.C.).

Le palais de Westminster apparaît dans diverses œuvres. Ainsi, l'Ordre du Phénix vole à côté pour regagner son quartier général dans le cinquième opus de la saga cinématographique Harry Potter. On peut également y voir Margaret Thatcher y siéger dans La Dame de fer. Le Parlement a un rôle symbolique dans V pour Vendetta où le héros le fait exploser afin de libérer le peuple britannique de la dictature totalitaire et fasciste qu'est devenu le Royaume-Uni.
Dans leur vidéo clip Midnight Memories, le groupe britannique One Direction monte, après une ruse de l'un des membres, à bord d'un bateau de police, avant de passer devant le célèbre bâtiment.

## Tourisme

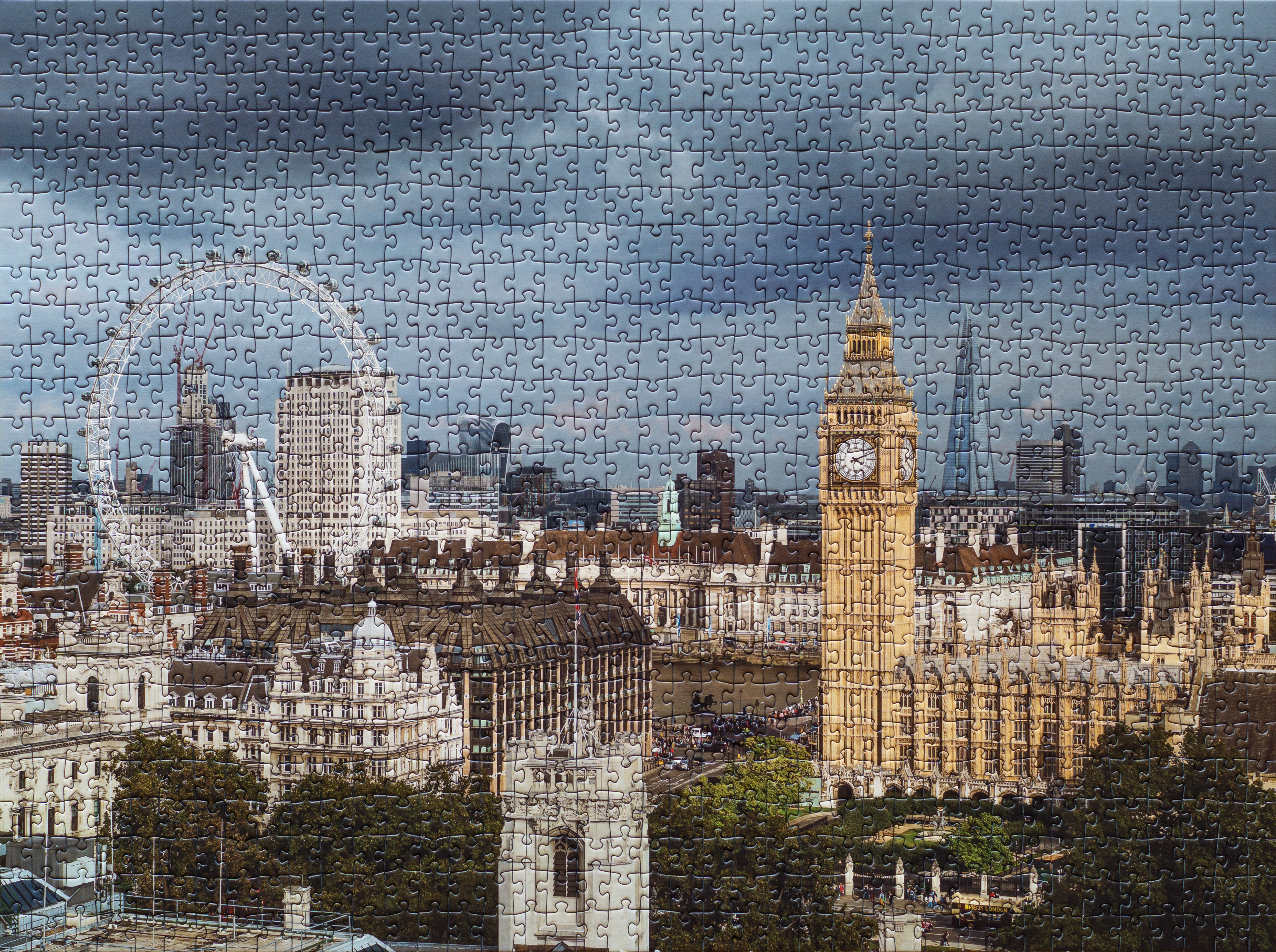
Puzzle du palais de Westminster.

L’extérieur du palais de Westminster, en particulier la tour de l’Horloge, est l’une des attractions touristiques les plus visitées de Londres. L’Unesco, reconnaissant la grande valeur historique et culturelle de l’édifice, l’a inscrit en 1987 au patrimoine mondial de l’humanité, de même que l’abbaye de Westminster. Le palais est aussi un monument classé de grade I au Royaume-Uni. Il est impossible de visiter librement l’intérieur du bâtiment, mais plusieurs options peuvent néanmoins s’offrir :
- les personnes résidant au Royaume-Uni peuvent demander à l’avance au parlementaire qui les représente des tickets pour assister aux débats de l’une des deux chambres depuis les « galeries publiques » prévues à cet effet. Il est aussi possible, à la fois pour les résidents du pays et les visiteurs étrangers, de faire la queue le jour même, sans toutefois avoir la garantie d’obtenir une place. Seule une très petite partie de l’intérieur du palais peut alors se visiter. Chaque chambre peut en outre exclure les personnes étrangères au débat si elle désire siéger en privé ;
- les résidents du Royaume-Uni ou les institutions éducatives britanniques peuvent solliciter un parlementaire ou un lord en vue de bénéficier d’une visite guidée du Parlement au cours des séances. Ce système a été temporairement suspendu pour les visiteurs étrangers ;
- des visites guidées ouvertes à tous sont proposées pendant les deux mois de l’été au cours desquels le Parlement ne siège pas. Il est recommandé de réserver.

#### En français
- Bernard Cottret, Histoire du Royaume-Uni, Breal, 2001  (ISBN 2842917502).
- Axelle Delmotte, L'Indispensable de la culture générale : le Royaume-Uni, Jeunes Éditions, 2003  (ISBN 2844723144).
- Jacques Leruez, Les Institutions du Royaume-Uni, La Documentation française, 1998  (ISBN 2110041528).

#### Romans
- Henry Brinton, Meurtre à la Chambre des Communes, Fayard, 1962.
- Hurd Douglas & Osmond Andrew, Coup d'État à Westminster, Calmann-Lévy, 1971.
- Anthony Trollope, Les Antichambres de Westminster, Albin Michel, 1994  (ISBN 2226064974).

#### Principales références
- Simon Bradley & Nikolaus Pevsner, The Buildings of England: London 6: Westminster, New Haven, Connecticut: Yale University Press, 2003  (ISBN 0300095953).
- Sir Robert Cooke, The Palace of Westminster, London: Burton Skira, 1987  (ISBN 0517020254).
- Sir Bryan Fell & K. R. MacKenzie, The Houses of Parliament: A Guide to the Palace of Westminster, London: Her Majesty's Stationery Office, 1994  (ISBN 0117015792).
- Christopher Jones, The Great Palace: The Story of Parliament, London: British Broadcasting Corporation, 1983  (ISBN 0881861502).